# View from a Backstage Pass
View from a Backstage Pass je živá kompilace od The Who. Toto dvojalbum bylo vydáno 5. listopadu 2007.
Obsahuje výjimečně hrané skladby jako "Magic Bus", "Squeeze Box", "Dreaming from the Waist" a "Bargain" a 24-stránkový barevný booklet, ve kterém jsou dříve nepublikované fotografie z archivu kapely.

## Seznam skladeb
Autorem všech skladeb je Pete Townshend, kromě uvedených výjimek.

### Disk 1
1. "Fortune Teller" (Allen Toussaint) – The Grande Ballroom, Dearborn, Michigan, 12. října 1969 - 2:55
2. "Happy Jack" – City Hall, Hull, 15. února 1970 - 2:12
3. "I'm a Boy" – City Hall, Hull, 15. února 1970 - 2:46
4. "A Quick One, While He's Away" – City Hall, Hull, 15. února 1970 - 8:53
5. "Magic Bus" - Recorded at Mammoth Gardens, Denver, Colorado, 9. června 1970 - 13:50
6. "I Can't Explain" – Civic Auditorium, San Francisco, Kalifornie, 13. prosince 1971 - 2:38
7. "Substitute" – Civic Auditorium, San Francisco, Kalifornie, 13. prosince 1971 - 2:18
8. "My Wife" (John Entwistle) – Civic Auditorium, San Francisco, Kalifornie, 13. prosince 1971 - 7:06
9. "Behind Blue Eyes" – Civic Auditorium, San Francisco, Kalifornie, 13. prosince 1971 - 4:36
10. "Bargain" – Civic Auditorium, San Francisco, California, 13 December 1971 - 6:41
11. "Baby Don't You Do It" (Holland-Dozier-Holland) – Civic Auditorium, San Francisco, Kalifornie, 13. prosince 1971 - 6:17

### Disk 2
1. "The Punk and the Godfather" – Civic Center, Filadelfie, Pensylvánie 4. prosince 1973 - 4:52
2. "5:15" – Civic Center, Filadelfie, Pensylvánie 4. prosince 1973 - 6:02
3. "Won't Get Fooled Again" – Civic Center, Filadelfie, Pensylvánie 4. prosince 1973 - 8:53
4. "Young Man Blues" (Mose Allison) – Charlton Athletic Football Club, Londýn, 18. května 1974 - 5:57
5. "Tattoo" – Charlton Athletic Football Club, Londýn, 18. května 1974 - 3:21
6. "Boris The Spider" (John Entwistle) – Charlton Athletic Football Club, Londýn, 18. května 1974 - 3:14
7. "Naked Eye"/"Let's See Action"/"My Generation Blues" – Charlton Athletic Football Club, Londýn, 18. května 1974 - 14:40
8. "Squeeze Box" – Vetch Field, Swansea, Wales, 12. června 1976 - 3:17
9. "Dreaming from the Waist" – Vetch Field, Swansea, Wales, 12. června 1976 - 4:54
10. "Fiddle About" (John Entwistle) – Vetch Field, Swansea, Wales, 12. června 1976 - 1:45
11. "Pinball Wizard" – Vetch Field, Swansea, Wales, 12. června 1976 - 2:48
12. "I'm Free" – Vetch Field, Swansea, Wales, 12. června 1976 - 2:17
13. "Tommy's Holiday Camp" (Keith Moon) – Vetch Field, Swansea, Wales, 12. června 1976 - 0:51
14. "We're Not Gonna Take It" – Vetch Field, Swansea, Wales, 12. června 1976 - 3:32
15. "See Me, Feel Me/Listening To You" – Vetch Field, Swansea, Wales, 12. června 1976 - 4:59

## Sestava
The Who
- Roger Daltrey – vokály, perkuse, harmonika
- John Entwistle – baskytara, vokály
- Keith Moon – bicí, perkuse, hlavní vokály ve "Fiddle About" a "Tommy's Holiday Camp"
- Pete Townshend – kytara, vokály